# Teodoryk (biskup kujawsko-pomorski)
Teodoryk (Trojan) (ur. ?, zm. ?) – polski duchowny rzymskokatolicki, biskup-elekt kujawsko-pomorski.
W 1383 kapituła włocławska wybrała go biskupem kujawsko-pomorskim. Nie objął jednak katedry.